# Desorienterad (skiva)
Desorienterad är Pelle Osslers andra soloalbum. Det gavs ut 2001 på skivbolaget EMI, och är ett dubbelalbum.
Efter utebliven framgång med föregångaren tillika solodebuten Hotel Neanderthal kände Ossler att han behövde hitta andra musikaliska vägar och ytterligare slipa på sitt uttryck. Den skramliga rocken från första soloalbumet började att fasas ut för att ersättas av ödsligare tongångar. Samtidigt ville han känna en länk till förra plattan och en kontinuitet - resultatet blev ett dubbelalbum. 10 låtar på varje skiva, och en cover på varje. En skramlig skiva, som knöt an till föregångaren, och en långsam och ödslig som pekade mot Osslers nya uttryck.
Tre singlar släpptes från skivan: "Jag är med", "Jag ger dig min morgon" samt "Kannibal". Kjell Andersson på EMI ville att Tom Paxton/Fred Åkerström-covern "Jag ger dig min morgon" skulle släppas som förstasingel, men Ossler propsade på vikten av att släppa en egen låt som förstasingel, så det fick i stället bli rocklåten "Jag är med". Singlarna Jag ger dig min morgon och Kannibal släpptes sedan samtidigt, med handmålade omslag av Ossler. På en remix av Kannibal medverkar rapparen Jason "Timbuktu" Diakité.
Bland skivans övriga gäster märks Wilmer X-kollegorna Nisse Hellberg, som spelar gitarr på "Slå sönder skiten", och Jalle Lorensson, som spelar munspel på låten "Desorienterad", samt Mattias Hellberg (känd från bland annat Hederos & Hellberg, Nationalteaterns rockorkester och Håkan Hellströms band). Skivans annars mest namnkunnige gäst torde dock vara Joakim Thåström. Han sjunger duett med Ossler på "Dålig mage, öronsus och törst", och körar och spelar gitarr på den av Ossler översatta Gun Club-covern "Sexbit". Detta var första gången som Ossler och Thåström spelade ihop på en utgiven skiva.
Fotografen Per Anders Jörgensen och Ossler åkte till Istanbul några dagar för att ta omslagsbilder. Ossler hade varit där något år tidigare, och det var kaoset i staden och svårigheterna att orientera sig som gav upphov till skivans titel.
Alla texter i bookleten är torrnålstryck som Ossler gjorde. Hjälp med tryckningen fick han av den grafiska konstnären Mårten Nilsson. Formgivare var Gabriella Ünal.
Albumet spelades in av Joakim Täck i Dundretstudion i Malmö under november och december 2000. Täck mixade även den luftigare ödsliga CD 1, medan Michael Ilbert mixade den skramliga och stökiga CD 2 i Tambourine Studios i Malmö.
Musiker:
- Pelle Ossler - sång, gitarr, banjo, bas, klockspel

- Magnus Börjeson - bas, kör, piano, hammond, electone

- Conny Städe - trummor, percussion

- Filip Runesson - fiol, viola, cello, kontrabas, balalajka

- Mattias Hellberg - gitarr, munspel

- Mats Bengtsson - dragspel, hammond, fender rhodes, bouzouki, gaita, tramporgel

- Lotta Wenglén - kör

- Thåström - sång, gitarr

- Petter Lindgård - trumpet

- Jens Lindgård - trombon

- Per Sunding - vibrafon, kör

- Nisse Hellberg - gitarr, kör

- Pål Svenre - flygel

- Jalle Lorensson - munspel

## Låtlista (cd 1)
1. Klister i Rumänien (3:11)
2. Ta mej (5:20)
3. Något desperat (3:55)
4. Förklaring (3:52)
5. Monsterman (3:34)
6. Dålig mage öronsus & törst (6:01)
7. En annan plan (3:03)
8. Jag ger dig min morgon (3:43)
9. Vitt ljus och luft (3:34)
10. Timmar, dagar, månader & år (4:35)

## Låtlista (cd 2)
1. Jag är med (3:02)
2. Finns det en enda här som är frisk (2:44)
3. Desorienterad (4:20)
4. Istanbul (4:26)
5. Kannibal (4:06)
6. En synnerligen oansvarigt dåd (3:13)
7. Slå sönder skiten (3:25)
8. Atlantis (4:08)
9. Sexbit (3:01)
10. En sång (8:46)